# Erhardsmühle (Prichsenstadt)
Die Erhardsmühle (früher auch Erichsdorf, Eherichsdorf, Erichesdorf, Erisdorf) ist eine Einöde auf der Gemarkung des Prichsenstädter Ortsteils Bimbach im unterfränkischen Landkreis Kitzingen.

## Geographische Lage
Die Erhardsmühle liegt im äußersten Norden des Prichsenstädter Gemeindegebietes. Nördlich beginnt der Landkreis Schweinfurt, die Gemeinde Lülsfeld mit dem Ortsteil Schallfeld liegt ihr am nächsten. Im Osten befindet sich das Dorf Bimbach, auf dessen Gemarkung die Mühle liegt, südöstlich liegt Neudorf und im Westen Brünnau, beide sind wie die Mühle Teile der Stadt Prichsenstadt.
Nächstgelegene Städte sind Gerolzhofen mit einer Entfernung von etwa fünf Kilometern und Volkach, das ungefähr zehn Kilometer entfernt ist.

## Geschichte
Um das Jahr 1230 tauchte ein Dorf an der Stelle der heutigen Mühle in den Quellen erstmals auf. Damals verkaufte ein Hermann von Morstein Teile seines Anwesens an Hartlieb von Stolberg. Dieser besaß nun „alle Häuser in Erichesdorf“ (lateinisch totam villam in Erichesdorf). Ein Jahrzehnt später, 1331, kam das Stolzenberger Lehen an Sifrid Gruzzer. Zuvor war das Dorf kurze Zeit in den Händen von Hermann Lamperti gewesen.
Noch 1346 erhielt Sifrid Gruzzer ein Lehengut im Dorf. Im Jahr 1395 war das Gut zu „Eherstorff“ in den Händen des Hans Arnold von Brünnau, der die Felder auch bewirtschaftete. Am Ende des 14. Jahrhunderts lag das Dorf bereits weitgehend wüst, lediglich die Mühle blieb erhalten. Hans von Lauffenholz vergab im Jahr 1456 das Dorf als Afterlehen. Damals wurde die Siedlung „zu der Ehersmühle“ genannt.
In den Jahren 1574 und 1589 wurde das Dorf lediglich als Wüstung bezeichnet, sodass davon auszugehen ist, dass die Bevölkerung im 16. Jahrhundert das Dorf verlassen hatte. So wurde 1574 vom „dörflein Ersdorff“ gesprochen. Nur die Mühle am Schwarzachbach blieb über die Jahrhunderte besiedelt und wurde später in das nahe Dorf Bimbach eingemeindet, das heute zur Großgemeinde Prichsenstadt gehört.
Auf einer Steintafel an den heutigen Gebäuden der Mühle wurde eine Inschrift angebracht, die den Müller „Georgius Palteser Holtzwart“ im Jahr 1569 erwähnt. 1731 hatte Johann Michael Glückert die Erhardsmühle inne. Im Jahr 1889 verkauften Wilhelm Grimmer und seine Ehefrau Barbara, geborene Gräbner die Anlage an Johann Jobst May aus Sterchenheim. Zu diesem Zeitpunkt bestand sowohl eine Mahl-, als auch eine Sägemühle auf dem Gelände.
Bereits am Ende des 19. Jahrhunderts ging die Mühle an die Familie Kirchberger über. Johann Georg Leonhard Kirchberger wurde in der Nonnenmühle bei Uehlfeld geboren und kam später nach Bimbach. Hier heiratete er die Erhardsmüllerin Frieda May im Jahr 1927. Zuletzt saß Karl Johannes Kirchberger mit seiner Ehefrau Anna Marie Linz aus Prichsenstadt auf der Mühle. Heute sind die bestehenden Gebäude in moderne Wohnhäuser umgewandelt.

## Sehenswürdigkeiten
Die Erhardsmühle ist vom Bayerischen Landesamt für Denkmalpflege als Baudenkmal registriert. Es handelt sich um einen zweigeschossigen Walmdachbau mit geohrter Türrahmung. Im Kern entstand das Anwesen im Jahr 1569, im Jahr 1731 wurde die Mühle erneuert, nachgewiesen durch die Jahreszahl über der Tür. Die ehemalige Sägemühle neben dem Hauptgebäude stammt aus dem 19. Jahrhundert und wird ebenfalls als Baudenkmal geführt.